# كاتدرائية هافانا

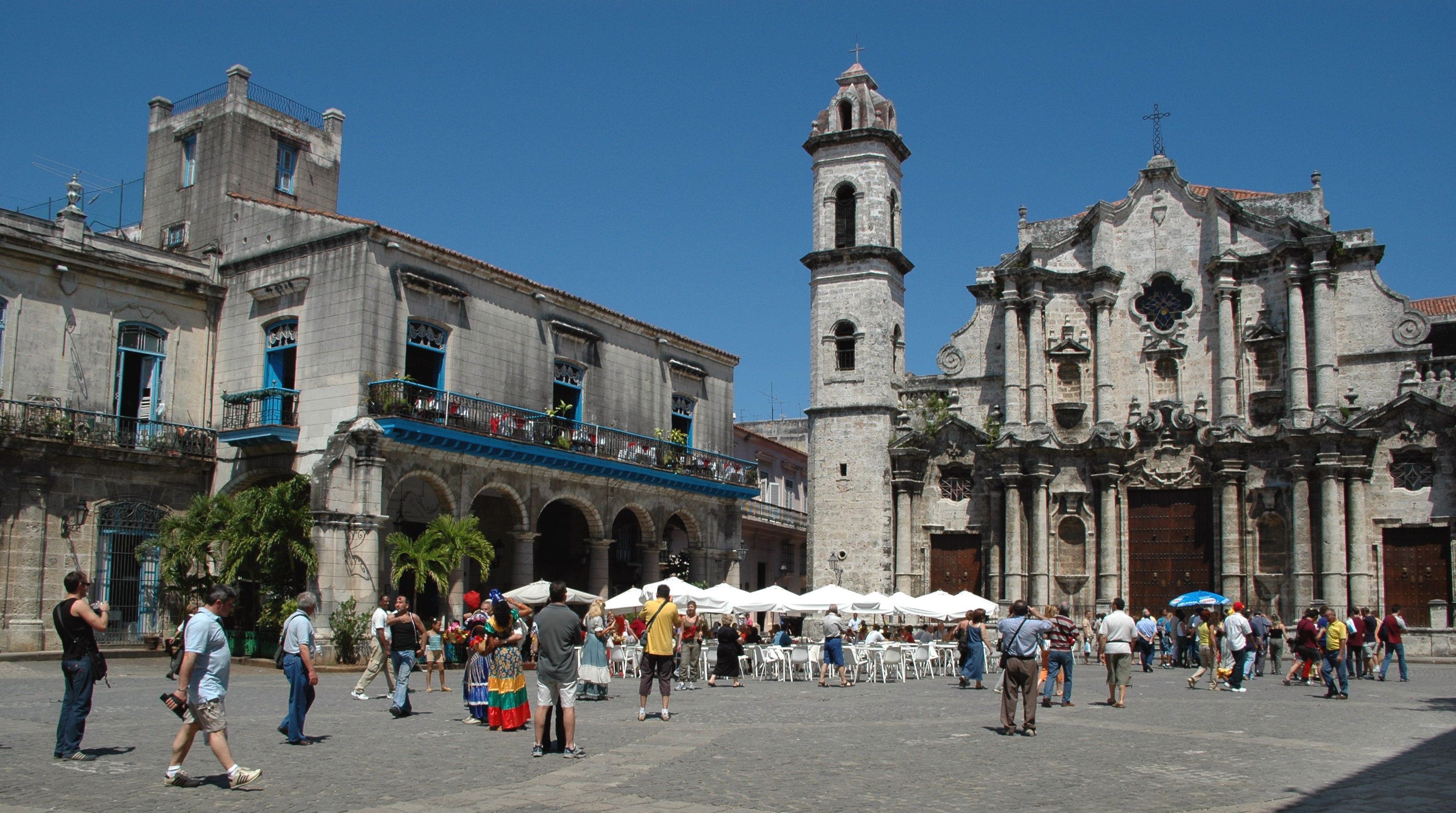
كاتدرائية هافانا في شهر يناير عام 2014م

كاتدرائية هافانا (بالإسبانية: La Catedral de la Virgen María de la Concepción Inmaculada de La Habana) ، أو كاتدرائية مريم العذراء في هافانا ، هي أول كنيسة شيدت في العاصمة الكوبية هافانا خلال فترة الإستعمار الإسباني على أرض كوبا سنة 1777م بأمر من ملك إسبانيا كارلوس الثالث ، حيث زار نحو 2,821,000 شخص من الطائفة الكاثوليكية.

## معرض صور

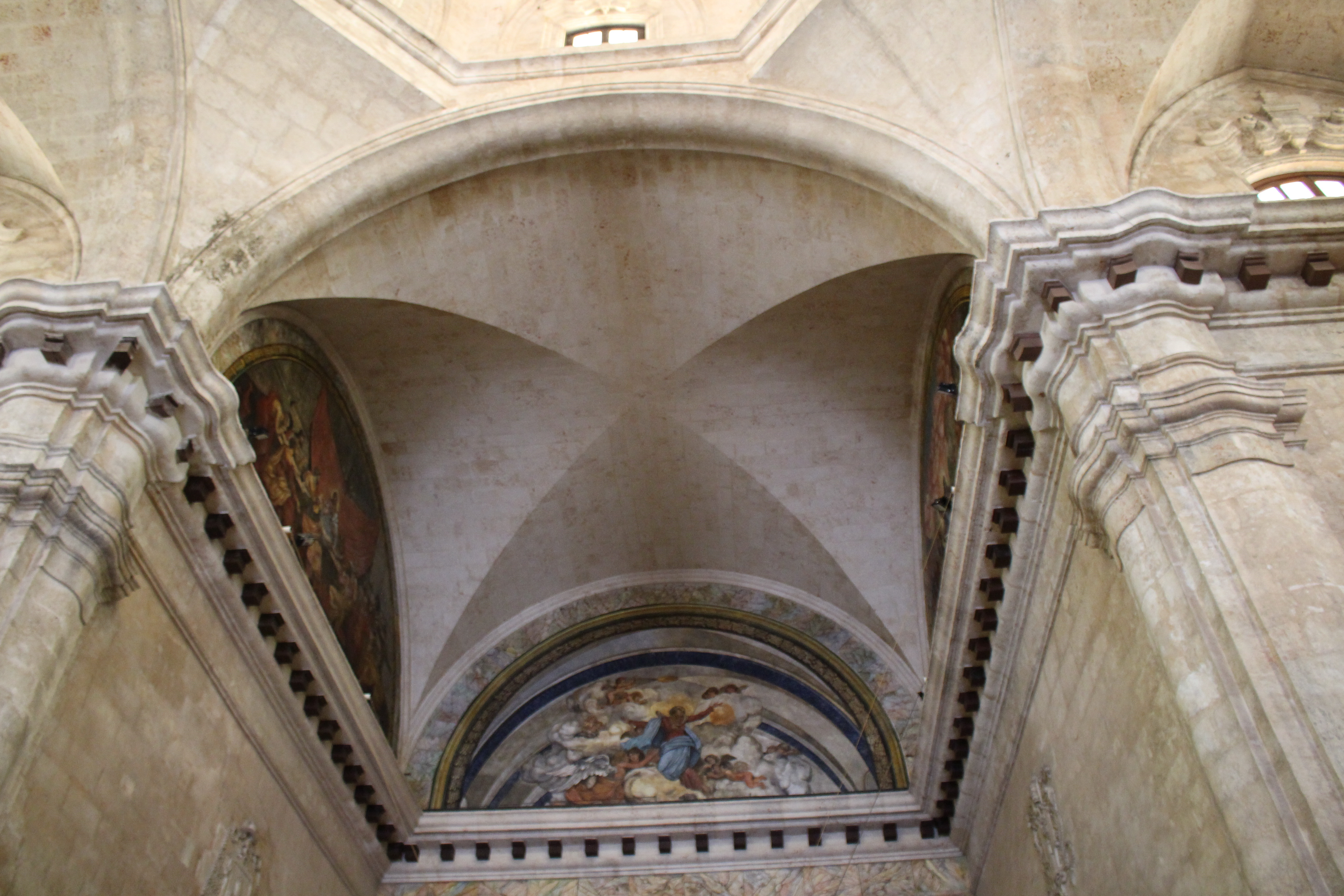
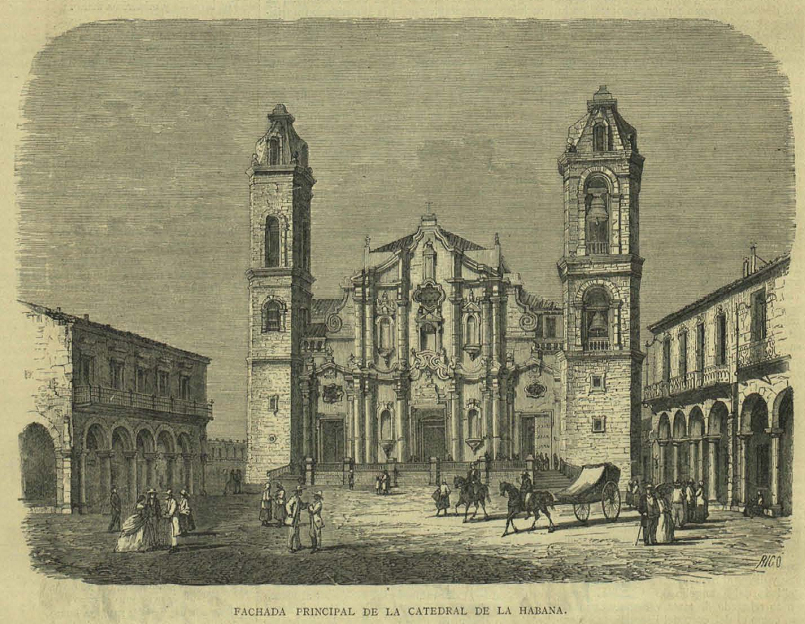
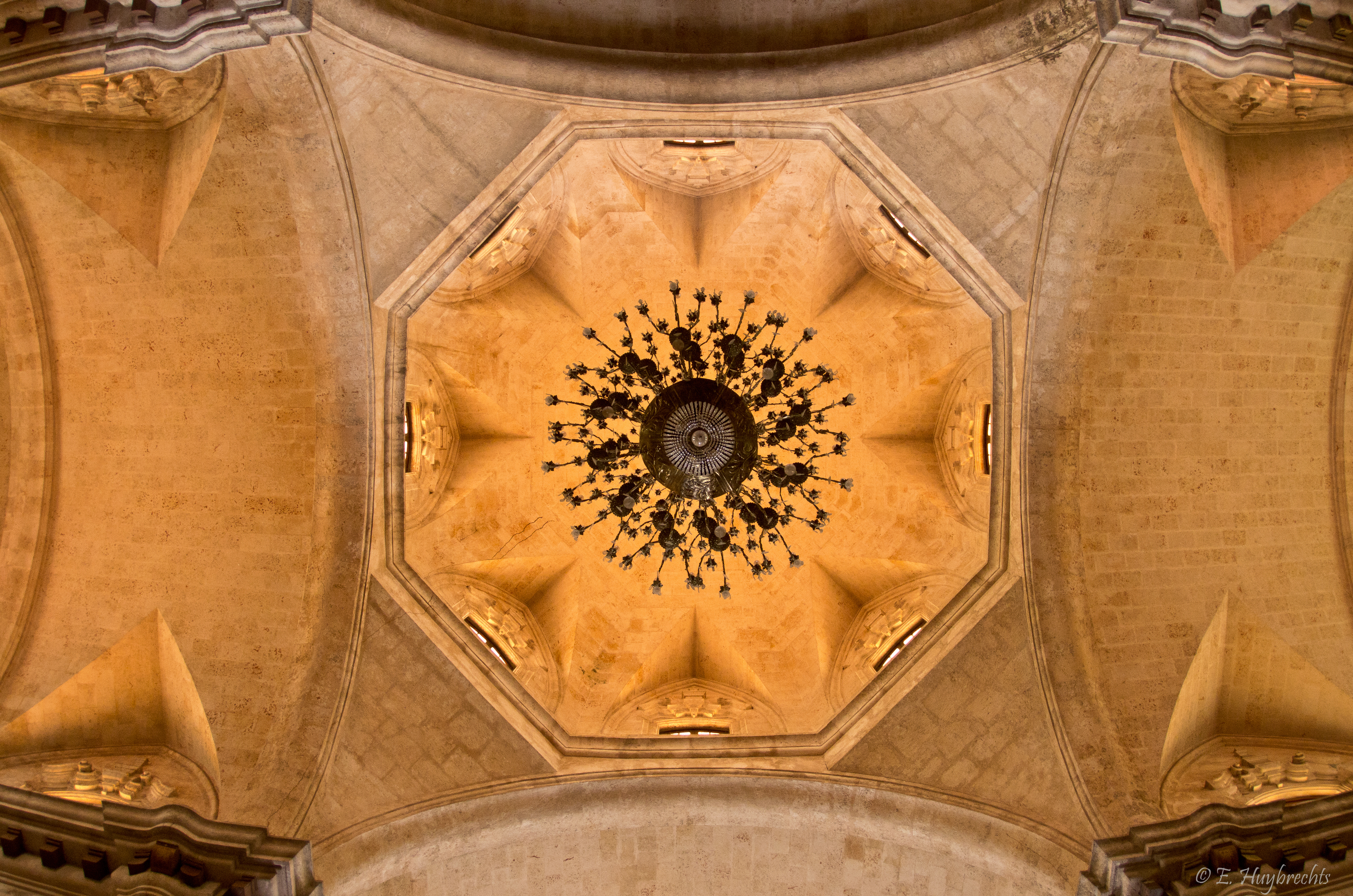
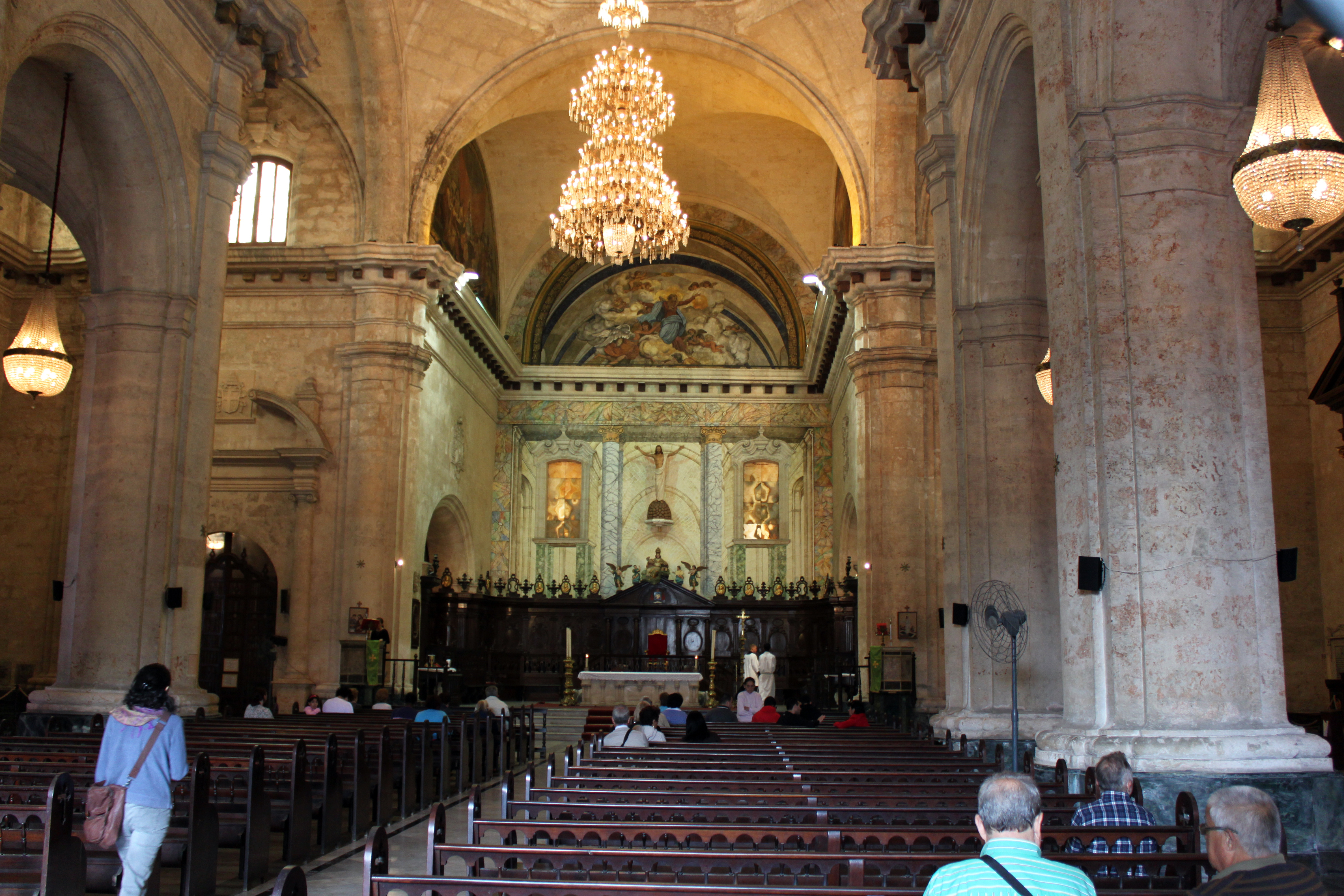

## مصدر
1. ↑  Archdiocese of Havana

## وصلات خارجية
- Havana puts on New Face for Pope by Phillip True, Express News, January 21, 1998
- Old Havana Restoring Hidden Treasured Murals نسخة محفوظة 3 مارس 2016 على موقع واي باك مشين. by Vanessa Bauza, SunSentinel, April 11, 2004
- Panoramic Virtual Tour in Cathedral Square
- "San Cristóbal Cathedral" picture gallery at Remains.se
- Catedral de San Cristobal